# Uahuka
Uahuka là một chi nhện trong họ Linyphiidae.